# ゴッフレード・アレッサンドリーニ
ゴッフレード・アレッサンドリーニ（Goffredo Alessandrini, 1904年9月9日 - 1978年5月16日）は、イタリアの脚本家・映画監督である。いくつかの作品においては出演や編集、製作なども務めた。おもな受賞は、ファシスト党政治体制のもと開催されたヴェネツィア国際映画祭で、最高賞のムッソリーニ杯を1938年と1939年に受賞、ビエンナーレ賞を1942年に受賞。1935年から1950年まで、後にアカデミー主演女優賞を受賞したアンナ・マニャーニと夫婦であった。

## フィルモグラフィ
- 『空征かば』 - Luciano Serra pilota （1938年、監督・原作・脚本、ムッソリーニ杯受賞）
- 『肉体の誘惑』 - Furia （1947年、監督・脚本）